# Ricardo Coral Dorado
Ricardo Coral Dorado (Barbacoas, 2 de setembre de 1965) és un guionista, director, libretista, productor i director de cinema colombià.

## Biografia
El 1983 va viatjar a Praga i va ingressar a l'Escola Superior d'Arts de Praga, Facultat de Cinema i Televisió FAMU, on va rebre el grau de director de cinema i televisió argumental en 1989. En 1992 fins a 1993 va cursar el Màster en Escriptura de Guions Cinematogràfics organitzat per la Fundació Viridiana i la Universitat Autònoma de Madrid. Entre 1999 i 2000 va fer estudis de Doctorat en Teoria de la Literatura i Literatura Comparada a la Universitat Autònoma de Barcelona. Així mateix, ha estat becari de la Fundació Carolina-Casa d'Amèrica per a Escriptura de Guions Cinematogràfics Iberoamericans.
Ha estat professor i assessor curricular en la Pontifícia Universitat Javeriana i Universitat dels Andes de Bogotà fins a 1997, professor de posada en escena al Centre Europeu de Cinema i a l'Institut del Cinema de Barcelona fins al 2004. Des del 2006 al 2008 també va ser professor de direcció en el Màster en Direcció i Producció de Cinema de la Universitat Politècnica de Catalunya, Live-Ecib. En 2010, va ser professor de la Universitat Manuela Beltrán i professor visitant de la Universitat del Magdalena.
A televisió ha treballat a les sèries Al desnudo de Punch televisión (1997), X-6 (2009, Padres e hijos (2009) de Colombiana de Televisión, Confidencial (2010-2011) de Caracol Televisión i El man es Germán (2010) de RCN Televisión. Va ser el creador d'una sèrie de 9 Antipublicidades estrenades a Festival de Cinema Independent de Barcelona el 2003. En 2008 va realitzar la videocreació pel Centre de Cultura Contemporània de Barcelona (CCCB), qui el va seleccionar “Artista del mes” pel seu llargmetratge La peli.

## Filmografia
- 5 viudas sueltas (2014)
- Postales colombianas (2011)
- El man es Germán (2010)
- La peli (2007)
- Ni te cases ni te embarques (2008)
- Te busco (2002)
- Es mejor ser rico que pobre (1999)
- Mujer del piso alto (1997)
- Posición viciada (1997)
- El viaje (1996)
- Ocupado (1993)
- Un día después del sábado (1990)
- Latinoamérica (1989)
- Ante la ley (1986)